# Baltassi
Baltassi (russisch Балтаси́; tatarisch Балтач, Baltaç) ist eine Siedlung städtischen Typs in der Republik Tatarstan in Russland mit 7711 Einwohnern (Stand 14. Oktober 2010).

## Geographie
Der Ort liegt etwa 90 km Luftlinie nordöstlich der Republikhauptstadt Kasan unweit der Grenze zur Republik Mari El und zur Oblast Kirow. Er befindet sich am rechten Ufer des rechten Wjatka-Nebenflusses Schoschma.
Baltassi ist Verwaltungszentrum des Rajons Baltassinski sowie Sitz der Stadtgemeinde (gorodskoje posselenije) Baltassi, zu der außerdem die Dörfer Kujuk (4 km südlich), Kujukbasch (6 km südsüdwestlich) und Kurmala (3 km südöstlich) gehören.

## Geschichte
Ein Ort mit der russischen Bezeichnung Akmanowa Pustosch an Stelle der heutigen Siedlung wurde erstmals zu Beginn des 17. Jahrhunderts erwähnt. Im 19. Jahrhundert wurde er bereits unter dem heutigen Namen Verwaltungssitz einer Wolost im Ujesd Kasan des Gouvernements Kasan.
Am 2. März 1932 wurde Baltassi Verwaltungssitz des neu geschaffenen, nach ihm benannten Rajons. Seit 2004 besitzt der Ort den Status einer Siedlung städtischen Typs.

### Bevölkerungsentwicklung
| Jahr | Einwohner |
| ---- | --------- |
| 1939 | 2301      |
| 1959 | 2201      |
| 1970 | 2947      |
| 1979 | 3924      |
| 1989 | 5064      |
| 2002 | 6996      |
| 2010 | 7711      |

Anmerkung: Volkszählungsdaten

## Verkehr
Baltassi liegt an der Regionalstraße 16K-0396, die von Kasan über Arsk kommend weiter zur Grenze mit der Oblast Kirow führt, dort weiter in Richtung Malmysch. Die nächstgelegene Bahnstation befindet sich in Schemordan gut 20 km südöstlich an der Strecke Moskau – Kasan – Jekaterinburg, erreichbar über die Regionalstraße 16K-0517.